# 콜라르잎코박쥐
콜라르잎코박쥐(Hipposideros hypophyllus)는 잎코박쥐과에 속하는 박쥐의 일종이다. 인도의 토착종이다. 자연 서식지는 아열대 또는 열대 기후 지역의 건조림과 동굴이다. 인도에서는 동굴에서만 발견되며 개체수는 200마리 이하이다.

## 특징
작은 박쥐로 머리부터 몸까지 길이는 42~47.3mm이고 어깨 길이는 37.1~40mm이다. 꼬리 길이는 21.5~23.5mm, 발 길이는 6.2~6.9mm이다. 귀 길이는 18~20.3mm이고, 전완장은 38~49mm이다.

## 분포 및 서식지
인도 카르나타카 주 콜라르 구, 하누마나할리 마을의 동굴에서만 발견된다. 이전에는 테라할리 마을 근처 동굴에서도 알려져 있었지만, 2014년 이후 발견되지 않고 있다. 570m 이상의 고지에서는 발견되지 않는다. 단 하나 남은 동굴 서식지 둘레는 열대 건조 관목지대로 이루어져 있다.